# Cω

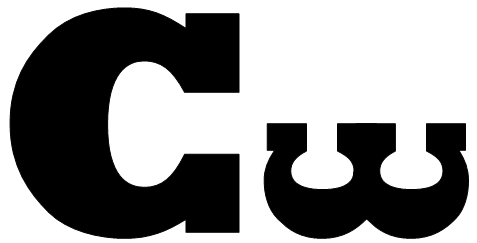
Logo del lenguaje de programación C omega.

Cω (que se pronuncia C omega, / O-mē'gɘ / o / O-mĕg'ɘ /;. por lo general escrita como "Cw" o "Lenguaje OMEGA") es una extensión libre del lenguaje de programación C#, desarrollada por el equipo de Webdata de SQL Server en colaboración con Microsoft Research en el Reino Unido y Redmond. Fue conocida anteriormente con los nombres clave "X#" (X Sharp) y "Xen". Pasó a llamarse Cω cuando Polyphonic C#, un lenguaje de pruebas basado en cálculos Join fue integrado en él.
Cω intenta hacer accesibles los almacenes de datos (como bases de datos y documentos XML) accesible con la misma facilidad y seguridad de tipos como los tipos tradicionales de cadenas y arrays. Muchas de estas ideas fueron heredadas de un anterior proyecto de incubación en el equipo Webdata XML llamado X# y Xen. Cω también incluye nuevas construcciones de apoyo a la programación concurrente; estas características eran en gran medida derivadas del anterior proyecto Polyphonic C#.
Disponible ahora como un compilador en pruebas, las características de Cω se han utilizado en la creación de las extensiones de LINQ de C#. Las construcciones de concurrencia también se han liberado ligeramente modificadas en forma de biblioteca, llamada Biblioteca de concurrencia Join, para C# y otros lenguajes .NET de Microsoft Research.